# Hamelet
Hamelet é uma comuna francesa na região administrativa de Altos da França, no departamento de Somme. Estende-se por uma área de 5,93 km². Em 2010 a comuna tinha 640 habitantes (densidade: 107,9 hab./km²).